# Dragonheart (zespół muzyczny)
Dragonheart to zespół muzyczny z Brazylii grający melodyjny power metal.

## Dyskografia
- Gods Of Ice - 1999
- Underdark - 2000
- Throne Of The Alliance - 2002
- Vengeance In Black - 2005